# Douré (Boussouma)
Pour les articles homonymes, voir Douré.
Douré est une localité située dans le département de Boussouma de la province du Sandbondtenga dans la région des Kuilsé au Burkina Faso.

## Éducation et santé
Le centre de soins le plus proche de Douré est le centre médical avec antenne chirurgicale (CMA) de Boussouma tandis que le centre hospitalier régional (CHR) se trouve à Kaya.